# Dê Cilentana Grigia
Dê Cilentana Grigia là một giống dê nhà có nguồn gốc từ tỉnh Salerno, thuộc vùng Campania, miền nam nước Ý. Giống dê này được đặt tên theo khu vực địa lý của Cilento, phần lớn trong số đó ngày nay thuộc về khu vực Parco Nazionale del Cilento, Vallo di Diano e Alburni và được nuôi dưỡng chủ yếu ở khu vực đó, mà còn ở Monti Alburni và Monti Picentini.
Giống dê này là một trong ba giống dê bản địa ở Cilento, cùng với những giống khác là Dê Cilentana Fulva và Dê Cilentana Nera. Các cá thể dê Cilentana Grigia được tìm thấy tại vùng đất thấp hơn và đồng cỏ phong phú hơn so với các cá thể dê Cilentana Nera, và được nuôi dưỡng chủ yếu với mục đích cho sữa. Nguồn gốc của giống dê này không rõ ràng; nó cho thấy sự ảnh hưởng của giống dê khác trong vốn gen của nó như dê Malta và Dê Garganica, và có nét tương đồng với các giống dê xám khác của Ý như Dê Ciociara Grigia của Lazio và DêArgentata dell'Etna từ Sicily.
Cilentana Grigia là một trong bốn mươi ba giống dê Ý có phân bố hạn chế, trong đó một cuốn sách về giống được lưu giữ bởi Associazione Nazionale della Pastorizia, hiệp hội chăn nuôi cừu và dê quốc gia Ý. Năm 2008, 768 cá thể dê giống này đã được đăng ký; vào cuối năm 2013, số lượng đã đăng ký là 134.